# Aston Martin Cygnet
Aston Martin Cygnet – samochód osobowy klasy aut najmniejszych produkowany przez brytyjską markę Aston Martin w latach 2011–2013.

## Historia i opis modelu

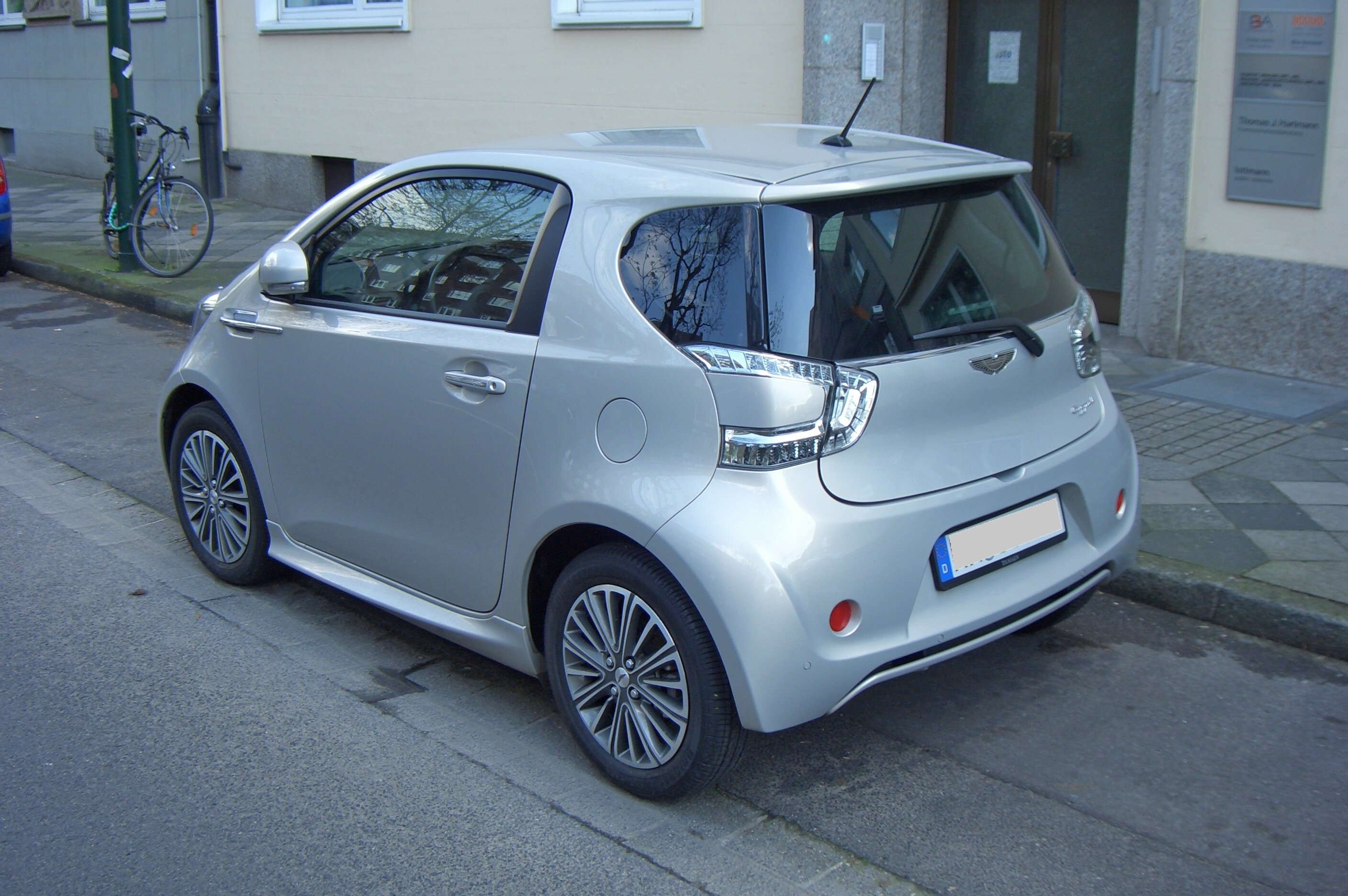
Aston Martin Cygnet - tył

Pojazd zbudowano na bazie Toyoty iQ. Opracowany został w celu spełnienia nowo ustanowionych regulacji Unii Europejskiej w zakresie emisji dwutlenku węgla. Zobowiązywały one producentów samochodów, by określony odsetek produkowanych przez nich samochodów spełniał określony limit jego emisji. Aston Martin jako producent samochodów sportowych nie miał w swojej ofercie modeli spełniających wymagane parametry. Przepisy pozwalały producentom małoseryjnym na traktowanie ich produkcji łącznie w ramach koncernu, do którego należeli – Aston Martin jako niezależny producent nie miał takiej możliwości, w przeciwieństwie do niektórych konkurentów, jak np. Bentley, należący do Volskwagena.
Samochód w porównaniu do bazowej Toyoty iQ charakteryzował się bardziej sportową stylizacją. W wyposażeniu seryjnym auta znajdowały się m.in. bi-halogenowe reflektory, światła tylne w technologii LED, tylny spojler oraz dyfuzor, podgrzewane, elektrycznie regulowane i składane lusterka, czujniki deszczu i zmierzchu, przednie światła przeciwmgielne, spryskiwacze reflektorów, czujniki parkowania, poduszki powietrzne, ABS, EBA, EBD, Vehicle Stability Control.
Opcjonalnie pojazd wyposażyć można było w: podręczną apteczkę, wykończenie wnętrza w tonacji ciemnego chromu, listwy progowe Cygnet, pakiet obniżający zawieszenie, chromowane lusterka, panel słoneczny do ładowania akumulatora, pakiet dla palących, Bluetooth, pokrowce na samochód.
Cena wersji bazowej w Wielkiej Brytanii wynosiła 32 tys. funtów, niemal trzykrotnie więcej niż Toyoty iQ. Aston Martin planował sprzedaż na poziomie 4000 egzemplarzy rocznie, jednak model spotkał się ze znikomym zainteresowaniem. W rezultacie jego produkcja zakończona została po dwóch latach. Łącznie w Unii Europejskiej sprzedanych zostało około 600 sztuk, z czego niecałe 150 w Wielkiej Brytanii.

### Wersje specjalne
- Black
- White

### Osiągi[8]
- Pojemność silnika: 1,33 l VVT-i
- Moc maksymalna: 72 kW (97 KM) przy 6000 obr./min
- Maksymalny moment obrotowy: 125 Nm przy 4400 obr./min
- Prędkość maksymalna: 170 km/h
- Przyspieszenie od 0 do 100 km/h: 11,7 s
- Średnie zużycie paliwa: 5,1 l/100 km
- Emisja CO2: 118 g/km